# Piacenza Sportiva 1937-1938
Questa pagina raccoglie le informazioni riguardanti il Piacenza Sportiva nelle competizioni ufficiali della stagione 1937-1938.

## Stagione
Nella stagione 1937-1938 il Piacenza ha disputato il girone B della Serie C. Con 42 punti in classifica si è piazzato al primo posto in coabitazione con il Fanfulla di Lodi, si è reso necessario lo spareggio per stabilire la squadra promossa. Il 22 maggio 1938 a Pavia la squadra emiliana è stata battuta per (2-1), perdendo la promozione in Serie B a vantaggio dei bianconeri lodigiani.
La società biancorossa presieduta da Augusto Orsi si affida per la quinta consecutiva stagione alla guida tecnica di Carlo Corna. Con cinquantotto reti all'attivo, quello del Piacenza è il secondo miglior attacco del campionato, solo la Reggiana con cinquantanove reti farà meglio, in grande spolvero Giovanni Gaddoni autore di ventuno reti, ben supportato da Giuseppe Cella con undici centri e dalla giovane mezzala prelevata dal Codogno Luigi Ganelli autore di nove reti.

## Rosa
| N. |                   | Ruolo | Calciatore       |
| -- | ----------------- | ----- | ---------------- |
|    | Italia (bandiera) | P     | Primo Acerbi     |
|    | Italia (bandiera) | P     | Alberto Barbieri |
|    | Italia (bandiera) | D     | Giuseppe Brescia |
|    | Italia (bandiera) | A     | Antonio Budini   |
|    | Italia (bandiera) | A     | Giuseppe Cella   |
|    | Italia (bandiera) | D     | Eliseo Fermi     |
|    | Italia (bandiera) | A     | Giovanni Gaddoni |
|    | Italia (bandiera) | C     | Luigi Ganelli    |
|    | Italia (bandiera) | A     | Ettore Gelosi    |
|    | Italia (bandiera) | D     | Giulio Loranzi   |

| N. |                   | Ruolo | Calciatore        |
| -- | ----------------- | ----- | ----------------- |
|    | Italia (bandiera) | D     | Edmondo Mazzocchi |
|    | Italia (bandiera) | C     | Ulderico Meanti   |
|    | Italia (bandiera) | C     | Enzo Melandri     |
|    | Italia (bandiera) | A     | Mario Polak       |
|    | Italia (bandiera) | D     | Libero Pollastri  |
|    | Italia (bandiera) | C     | Carlo Resmini     |
|    | Italia (bandiera) | A     | Antonio Rossetti  |
|    | Italia (bandiera) | C     | Ettore Travagin   |
|    | Italia (bandiera) | C     | Mario Vergnano    |
|    | Italia (bandiera) | C     | Guglielmo Zanasi  |

## Risultati

### Serie C

#### Girone di andata
| Arbitro: | Limido (Milano) |

|           |           |                           |
| Cella 11’ | Marcatori | 50’, 79’ Severi 88’ Dondi |

| Arbitro: | Garotta (Milano) |

|  |           |                                                       |
|  | Marcatori | 12’, 58’ Cella 62’ Polak 66’, 85’ Gaddoni 88’ Ganelli |

| Arbitro: | Rosso (Torino) |

|                         |           |  |
| Consonni 19’ Quario 24’ | Marcatori |  |

| Arbitro: | Forni (Treviso) |

|                                  |           |                            |
| Gaddoni 3’, 50’ Ganelli 75’, 86’ | Marcatori | 85’ Fornaciari 90’ Valenti |

| Arbitro: | Fuhrmann (Omegna) |

|                                                    |           |  |
| Polak 10’ (aut.) Sichel 30’ Longhi 35’ Vantini 74’ | Marcatori |  |

| Arbitro: | Gardenghi (Brescia) |

|                                    |           |  |
| Gaddoni 32’, 53’, 66’ Rossetti 70’ | Marcatori |  |

| Arbitro: | Ferrorelli (Napoli) |

|                         |           |  |
| Bonifacio 4’ Chiodi 52’ | Marcatori |  |

| Arbitro: | Osti (Ferrara) |

|                          |           |                     |
| Melandri 6’ Rossetti 60’ | Marcatori | 76’ (rig.) Cattaneo |

| Milano 28 novembre 1937 9ª giornata | SIAI Marchetti  | 0 – 0 | Piacenza | Campo Zavattari\| Arbitro: \| Gorini (Milano) \| |
| Arbitro:                            | Gorini (Milano) |       |          |                                                  |

| Arbitro: | Tiberio (Gorizia) |

|                                                 |           |  |
| Ganelli 70’ Rossetti 77’ Cella 80’ Vergnano 85’ | Marcatori |  |

| Arbitro: | Candela (Genova) |

|  |           |           |
|  | Marcatori | 62’ Cella |

| Arbitro: | Capitanio (Venezia) |

|                  |           |  |
| Cella 64’ (rig.) | Marcatori |  |

| Arbitro: | Marsciani (Modena) |

|                |           |              |
| L. Mariani 55’ | Marcatori | 10’ Melandri |

| Arbitro: | Neri (Vicenza) |

|              |           |             |
| Tagliani 14’ | Marcatori | 44’ Gaddoni |

| Arbitro: | Moroni (Ancona) |

|                                                |           |             |
| Gaddoni 6’, 58’, 71’ Melandri 49’ Rossetti 80’ | Marcatori | 77’ Scolari |

#### Girone di ritorno
| Arbitro: | Gardenghi (Brescia) |

|                                           |           |                         |
| Barberis 65’, 90’ Dondi 76’ Tremolada 85’ | Marcatori | 4’ Gaddoni 54’ Rossetti |

| Arbitro: | Giannelli (Siena) |

|                                           |           |              |
| Melandri 10’ Ganelli 20’, 64’ Gaddoni 33’ | Marcatori | 77’ Capolaro |

| Arbitro: | Martelli (Livorno) |

|             |           |  |
| Ganelli 90’ | Marcatori |  |

| Arbitro: | De Benedictis (Padova) |

|                                 |           |  |
| De Stefanis 29’ Ravasi 52’, 71’ | Marcatori |  |

| Arbitro: | Marsciani (Modena) |

|                         |           |            |
| Brescia 3’ Gianelli 12’ | Marcatori | 30’ Longhi |

| Arbitro: | Garzena (Voghera) |

|                       |           |             |
| Arienti II 82’ (rig.) | Marcatori | 15’ Ganelli |

| Arbitro: | Di Pasquale (Varese) |

|                  |           |  |
| Cella 78’ (rig.) | Marcatori |  |

| Arbitro: | Capitanio (Venezia) |

|                           |           |  |
| Cereda 23’ Prandoni I 80’ | Marcatori |  |

| Arbitro: | Candela (Genova) |

|                 |           |             |
| Gaddoni 7’, 22’ | Marcatori | 63’ Borsani |

| Arbitro: | Camiolo (Milano) |

|                    |           |                       |
| Rivolta 15’ (rig.) | Marcatori | 30’ Cella 65’ Gaddoni |

| Arbitro: | Cardinali (Milano) |

|                      |           |              |
| Cella 58’ Budini 67’ | Marcatori | 20’ Avanzini |

| Lecco 17 aprile 1938 27ª giornata | Lecco              | 0 – 2 A tav. | Piacenza | Stadio di via Cantarelli\| Arbitro: \| Marsciani (Modena) \| |
| Arbitro:                          | Marsciani (Modena) |              |          |                                                              |

| Arbitro: | Neruzzi (Verona) |

|                       |           |  |
| Gaddoni 55’, 65’, 80’ | Marcatori |  |

| Arbitro: | Masini (Monfalcone) |

|                                  |           |            |
| Cella 15’ Gaddoni 19’ Budini 76’ | Marcatori | 5’ Guidali |

| Arbitro: | Forni (Treviso) |

|  |           |                                         |
|  | Marcatori | 37’ (rig.) Cella 53’ Zanasi 80’ Gaddoni |

#### Spareggio Promozione
| Arbitro: | Scorzoni (Bologna) |

|                 |           |             |
| Longhi 65’, 80’ | Marcatori | 31’ Gaddoni |

### Coppa Italia
| Arbitro: | Poggipollini (Ferrara) |

|                   |           |             |
| Melandri 15’, 84’ | Marcatori | 21’ Colombi |

| Arbitro: | Garzena (Voghera) |

|  |           |                        |
|  | Marcatori | 75’ Ganelli 80’ Meanti |

| Arbitro: | Mantovani (Ferrara) |

|  |           |             |
|  | Marcatori | 73’ Marcora |